# Nur Fettahoğlu
Nur Fettahoğlu, korábbi férjezett nevén Nur Aysan (Duisburg, 1980. november 12. –) török színésznő.

## Élete
Nur Fettahoğlu 1980. november 12-én született Duisburgban Sinan és Fatma Fettahoğlu gyermekeként. Négy testvére van. Tanulmányait a Beşiktaş Lisesiben végezte el. Ezt követően a Haliç Üniversitesi tanult, ahol divattervezőként végzett.
Karrierjét tévébemondóként kezdte. 2007-ben szerepet kapott a Benden Baba Olmaz és a Gönül Salıncağı című televíziós sorozatban. 2008-ban kapta meg Peyker Yöreoğlu szerepét a Tiltott szerelemben, melyet Magyarországon a TV2 kereskedelmi csatorna sugárzott. Ebben az évben feleségül ment Murat Aysanhoz. 2011-ben vált el tőle. A válás után változtatta meg művésznevét Nur Aysanról születési nevére, Nur Fettahoğlura. 2011 és 2014 között a Szulejmán című sorozatban Mahidevrant alakította. Ezt a sorozatot hazánkban az RTL kereskedelmi csatorna mutatta be. 2013. október 30-án Levent Veziroğlu felesége lett.

## Filmográfia

### Televízió
- Benden Baba Olmaz (2007) … Tülay Cenk
- Gönül Salıncağı (2007) … Aylin Arısoy
- Tiltott szerelem (2008–2010) … Peyker Yöreoğlu (Magyar hang: Mezei Kitty)
- Szulejmán (2011–2014)  … Mahidevran hatun (Magyar hang: Kisfalvi Krisztina)
- Hayat Yolunda (2014–2015) … Dr. Şafak Günay
- Filinta (2015–2016) … Süreyya
- Payitaht: Abdülhamid (2017–2018) … Efsun
- Kardeş Çocukları (2019) … Umay Karay
- Babil (2020) … Eda Saygun
- Kağıt Ev (2021) … Aylin Fırtına
- Darmaduman (2022) Beliz Servet
- Féktelen szív (2024) Özge Aydin (Magyar hang: Mezei Kitty)

### Film
- Toll Booth (2010) … Kadın
- Farkasok völgye: Palesztina (2010) … Simone Levy
- Deliler: Fatih’in Fermanı (2018) … Alaca
- Benden Ne Olur? (2022) … Harika Bal
- Babamın Öldüğü Gün (2022) … Sema
- İyi Adamın 10 Günü (2023) ... Rezzan

### Streamelt sorozatok és filmek
- Fi (2017–2018) … Billur
- Bozkır (2018–2019) … Dilara Eroğlu
- Hükümsüz (2021) …  Melek Ender
- Ayak İşleri (2022) … Bengi

## Fordítás
- Ez a szócikk részben vagy egészben  a   Nur Fettahoğlu című angol Wikipédia-szócikk fordításán alapul.  Az eredeti cikk szerkesztőit annak laptörténete sorolja fel. Ez a jelzés csupán a megfogalmazás eredetét és a szerzői jogokat jelzi, nem szolgál a cikkben szereplő információk forrásmegjelöléseként.